# 長岡戦災資料館
長岡戦災資料館（ながおかせんさいしりょうかん）は、新潟県長岡市にある長岡空襲に関する資料の展示施設。

## 概要
当館は第二次世界大戦中の1945年8月1日に起きた長岡空襲の惨禍と、平和の尊さを後世に伝承することを目的に、2003年7月に長岡市大手通2丁目のダックシティ・イチムラ百貨店跡、「まちなか考房」内に開設された。
長岡市と市民ボランティアによって運営を行っており、戦災資料の収集と整理、体験記録の収録と発刊、体験証言の映像化、体験座談会の開催、史跡めぐりの実施、企画展の開催などを通じて活動を行っている。
施設は開館から数年が経過した2008年7月1日に、大手通地区の市街地再開発事業に伴い、長岡駅前の城内町2丁目に移転した。
その後、長岡市の歴史関連市有施設の再編により、中心市街地のビルに移転した長岡市立互尊文庫の空いた建物（長岡市坂之上町）に再移転する予定であり、2022年度予算に戦災資料館の移転関連費が盛り込まれた。
長岡市坂之上町の旧互尊文庫への移転は2026年5月の予定である。

## 交通
- 長岡駅大手口から徒歩約3分（イトーヨーカドー丸大長岡店裏手）
- 駐車場：なし（周辺に有料駐車場あり）